# Rupes Kelvin

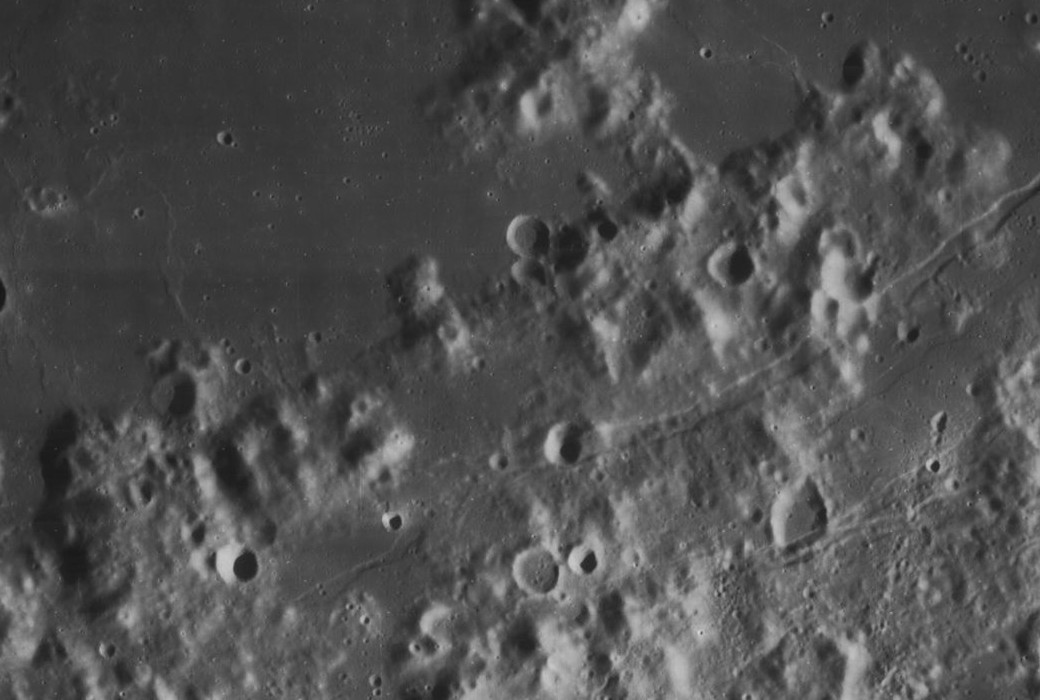
Rupes Kelvin sfotografowany w trakcie misji Lunar Orbiter 5

Rupes Kelvin – uskok tektoniczny na powierzchni Księżyca  o długości około 78 km. Współrzędne selenograficzne ☾ 27,3°S 33,1°W/-27,300000 -33,100000. Znajduje się na obrzeżach Mare Humorum (Morza Wilgoci). 
Nazwa klifu pochodzi od pobliskiego Promontorium Kelvin, który z kolei został nazwany nazwiskiem brytyjskiego fizyka Lorda Kelvina (1824-1907).